# Norman Lockyer

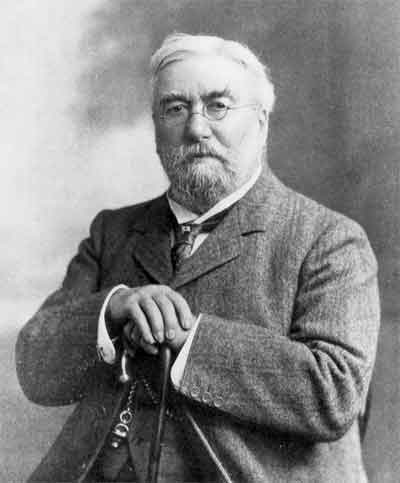
Sir Joseph Norman Lockyer

Norman Lockyer (n. 17 mai 1836 — d. 16 august 1920) a fost un astronom englez cunoscut în special pentru faptul că a descoperit heliul în structura Soarelui.